# 俺が好きなのは妹だけど妹じゃない
『俺が好きなのは妹だけど妹じゃない』（おれがすきなのはいもうとだけどいもうとじゃない）は、恵比須清司による日本のライトノベル。イラストはぎん太郎が担当している。富士見ファンタジア文庫 (KADOKAWA) より2016年8月から2020年3月まで刊行された。略称は「いもいも」。
『月刊ドラゴンエイジ』 (KADOKAWA) より成田コウによるコミカライズが2018年1月号から2019年10月号まで連載された。テレビアニメが2018年10月から12月まで放送された。

## あらすじ
主人公・永見祐はこれといって取り柄のない普通の男子高校生。ライトノベル作家を目指し新人賞に作品を送っていたが、万年一次落ちだった。しかし妹・涼花が気まぐれで送った作品（兄とのラブラブ妄想を書き綴ったもの）が大賞を受賞してしまい、作家デビューが確定。だが厳格な父親が許さないだろうと考え、涼花の代わりに祐が永遠野誓として作家になることとなった。完璧超人である妹と違って祐は凡人に過ぎない。それでも兄らしくあろうと妹を支えようとする。一方、兄が好きで好きでたまらない涼花は、冷たい振る舞いで本心を押し隠しつつもこれを機に兄との仲を深めようとする。

## 登場人物
声はテレビアニメにおける声優。

### 永遠野誓（とわのちかい）
涼花の代理人となった永見祐のペンネーム。作者は涼花だが、彼女は2人合わせて「永遠野誓」と考えている。
永見 祐（ながみ ゆう）
声 - 畠中祐、吉森未沙希（幼少期）
本作の主人公。私立七海坂高校1年生の男子。妹の涼香は平凡な自身とは異なり優秀なので、たびたび「完璧超人」「完璧主義」と独白している。それで劣等感を感じることはあっても嫉妬したり逆恨みしたりはせず、むしろ奮起するなど前向きな性格。
凡人であるものの兄らしくあろうという思いは強く、妹思い。かなりのシスコンだが自覚はない。背伸びしようとしてドジを炸裂させ、涼花には毎回呆れられたり、辛辣な発言などから妹には「嫌われている」と思い込んでおり、また妹萌えに関しても「リアルで妹がいるのに」と考え、「気持ち悪い」と述べている。またヒロインたちから好意を向けられているのには気づいているが、それは「永遠野誓」に対してであって、自分が代理人でなければ相手にされないと戒めているので、誰にも恋愛感情は抱いていないと独白している。
小学生の頃からラノベオタクであり、人知れず中二的な言動をしてしまうこともある。炎竜焔（氷室舞）著の『スカイ・マジック・ガーディアン（スカマガ）』のファンであり、劇中に出ている呪文詠唱をいくつも記憶しているほど。ネタ探しのためにラノベを読むだけではなく、アダルトゲームを購入してプレイするなど積極的に行動している。反面、執筆に関係ないことにはまったく興味がなく、億劫と感じている。趣味や興味の範囲が狭い彼だが、ヒロインたちとの関りを得て大いに振り回されることとなる。
永見 涼花（ながみ すずか）
声 - 近藤玲奈
本作のヒロイン。中高一貫の「超」お嬢様学校である、白桜女学院の中等部3年生。祐の妹であり、完璧超人で生徒会長も務めており、人望も厚い。基本的に敬語で話すが真顔のため不愛想。祐のことを「お兄ちゃん」と呼ぶが振る舞いは冷たく、ヘタレな兄に対し辛辣な発言を口にするのが日課となっている。他にも「お兄ちゃんの世話をするのは妹の義務です」も口癖としている。
一方で兄とのラブラブな妄想をノートに書き綴るなど、重度のブラコン。だが持ち前の素直になれない性格と他のヒロイン達への嫉妬心、そして、日頃の兄への軽蔑する発言などもあり、当の兄から嫌われていると思われている。いわゆるクーデレであるが、原作の挿絵では感情豊かな面（デレの部分）が強く出ている。
自分の小説（妄想）が世に出ることは「自分と兄の仲を認めてもらっている」ことに直結するので、創作活動に関しては積極的。この理由から、自分の作品を貶す人間に対しては強い怒りを見せる。ゲームやアニメといったオタク関係の知識は皆無に等しく、興味もない様子。しかしデビュー後は無知を逆手にとって「取材」という名目で兄をデートにつき合わせイチャイチャを堪能している。なお、涼花がラノベを書き始めたのは、裕が置きっぱなしにしていたラノベを見つけ、仲直りのきっかけになると思って読んだことによるもの。

### ヒロイン
氷室 舞（ひむろ まい）
声 - 小倉唯
祐のクラスメートで校内一の美少女。裏の顔は『スカイ・マジック・ガーディアン（スカマガ）』を執筆している人気ライトノベル作家「炎竜焔（えんりゅうほむら）」。
性格は気が強く偉そうで行動的。自分の感情や思い込みを通そうとする我侭で自分勝手なところがある。告白してきた男たちに対し、トラウマになるほどの振り方をしたという伝説から「氷の女王」と呼ばれ、男女問わず敬遠される存在となってしまった。その中でも平然としているという太い神経の持ち主。だが実際の中身はポンコツで、作品の面白さを探るため祐にストーキング行為をしているが見え見えな上に祐に関するノートに大声で脚色を加えて書いたり、目的のためなら自身の体を売ることも厭わないなどラノベに対する情熱は高い。両親は伝統や格式にこだわる名門（名家）の出であり、舞もお嬢様である。しかし両親はラノベを低俗なものと認識しており、舞の作家活動を快く思っていない。そういうこともあり永見家の近所にある高級マンションで一人暮らしをしている。
永遠野誓の一番のファン兼ライバルを自称し、祐に対して早くから好意らしきものを見せているため、その気の強さから涼花と激突し掛けることもままある。なお、祐は「炎竜焔」のファンであった。
アヘ顔Wピース先生（アヘがおダブルピースせんせい）
声 - 赤﨑千夏 / 作中イラスト - 宮井加奈（アニメ版）
『お兄ちゃんが好きすぎて困ってしまう妹の物語です。』の挿絵担当。本職は鬼畜・凌辱系エロゲメーカー「ムーン・ラビット」に勤める大人気イラストレーターでエロゲンガー。鬼畜系の同人誌も手掛けている。イギリス出身の美少女で、巨乳でスタイルがよい。長い金髪でメガネをかけている。日本語を話すが「〜デスヨ」など独特のイントネーションが特徴。本人はフルネームで呼ばれることを望んでいるが、周囲からは「Wピース先生」、氷室からは「エロイラストレーター」、神坂姉妹からは「アッヒー」の愛称で呼ばれる。本名は不明。「先生（祐）の一番のパートナー」を名乗る。
動じない性格で終始明るいトラブルメーカー。名前に反して笑顔は明るく人懐こい。性に関して開放的で突拍子もない言動や提案をしては祐を困らせる。様々なコスプレ衣装を所持しているので涼花たちに貸し与えることが多く、何かとコスプレを提案してくる。基本的にコスプレ時のみメガネを外す。
水無月 桜（みなづき さくら）
声 - 荒浪和沙
デビューから1年で次々とアニメのヒロイン役に抜擢された超大人気声優であり、アニメ化予定の『お兄ちゃんが好きすぎて困ってしまう妹の物語です。』でもヒロインの声を担当することとなった。永遠野誓の大ファンで祐の妹を自称するが、実は高校二年生。天然のように見えるがそれは装っているだけで、実際は物事の本質や観点を見極めることのできるしっかりした性格である。祐に対して「お兄ちゃん」と呼び、『お兄ちゃんが好きすぎて困ってしまう妹の物語です。』のヒロインのような振る舞いをしている。この頃は顔見せ程度の登場であり、影の薄い扱いだった。
神坂 春菜（かんざか はるな）
声 - 永恵由彩
女子校に通う一年生で、大手同人サークル「アンビヴァレンツ」のイラスト担当。数少ない常識人。秋乃の妹で基本的に姉妹セットで登場する。流星文庫で執筆する姉の挿絵も務めている。アヘ顔Wピース先生を「アッヒー」と呼び、一方的にライバル視する。気が強く素直になれない性格をしている。
Wピース先生とは二年前のコミケで出会い、当時からイラストレーターとしての彼女に憧れていた。それを原動力に自身もイラストを手掛けるようになり、天才的な才能を開花させWピース先生に迫るほどの画力を発揮させていった。追いつくにつれてWピース先生が「日の当たらない鬼畜系イラスト」を描いていることが納得できなくなり、世間に周知させるべく普通のイラストを描かせようと考えるようになる。そこで自分がエロ系イラストで彼女を超えれば改心すると考えるが、そちらの分野では遠く及ばなかったため羨望と嫉妬を併せ持つようになってしまった。
神坂 秋乃（かんざか あきの）
声 - 中島優衣
妹と同じ女子校に通う三年生で、大手同人サークル「アンビヴァレンツ」のシナリオ担当。春菜の姉で基本的に姉妹セットで登場する。ラノベ大賞を取るほどの実力者で、妹を挿絵担当に流星文庫からデビューする予定。妹とは逆に口数が少なく感情に希薄。常に落ち着いた雰囲気を醸し出す。妹より身長が低く、着物姿。素直になれない妹のことを心配している。

### サブキャラクター
篠崎 麗華（しのざき れいか）
声 - 喜多村英梨
皇ファンタジー文庫の女性編集者で、永遠野誓（祐）の担当編集。25歳。長身でスタイル抜群の美女。一見すると妖艶でキビキビとした軍人風の言葉遣いだが、実際は砕けた態度である。やたらと性的な言動を多く発し、祐をからかっては困らせている。「ライトノベルのために魂も捧げた」と豪語しており、特に『お兄ちゃんが好きすぎて困ってしまう妹の物語です。』に対する入れ込みは凄まじく、祐のためならば（性的な意味で）我が身を捧げる覚悟もある。永遠野誓の正体については気づいていないが、時折的を射るような発言をするので祐を困らせている。
桜田樹は大学時代の後輩であり、時には力づくでねじ伏せるような上下関係を築いていたという。
江坂さん（えさかさん）
声 - 真野あゆみ
祐がアルバイトをしている丸猫書店の娘。見た目が幼い大学生。茶色がかかったツインテール。上司で主にレジを担当しているが、自堕落でしょっちゅうサボっている。お姉さん（年上）を自称しているものの、小柄で人懐こい性格のため祐にしがみついたりしてベタベタしており、年上の威厳はまったくない。Wピース先生のファンで、永遠野誓の作品もイラストだけ見ていて文章は読んでいないようである。
判明しているのは名字だけで、名前は不明。
桜田 樹（さくらだ いつき）
声 - 杉山紀彰
オタク業界では知らない人はいないと言われるアニメ監督。わずか22歳でデビューを果たし、以降は手掛けた作品のすべてが高評価を得ている。篠崎麗華は大学時代の先輩にあたる。
眼鏡を掛けた美男子であり、一見すると理知的でクールだが実は重度のシスコン。「妹」という存在を「神」と崇め、自身が抱く欲望の矛先としている。そんな変態行為を「神域に挑む」と例え、「そのためなら妹に嫌われても構わない」と正当化している。
実は水無月桜の実兄であり、彼が提唱する妹萌えとは桜に対する愛情であった。最初は遠くから見守るような形で愛情を示していたが、永遠野誓の作品に感銘を受け尊敬し、桜に対する行き過ぎた愛情を爆発させたことで家出された。
御手洗 大源（みたらい だいげん）
声 - 上住谷崇
テレビアニメオリジナルのキャラクター。原作には登場しない。テレビアニメ8話で登場。アニメプロデューサー、桜田と共に永遠野誓の作品のアニメ化の打ち合わせに出席する。当初は祐に絡んだ桜田を諫めようとしていたが、再び打ち合わせの場に立った時は桜田寄りのポジションをとり、裕に対して「打ち合わせの必要はない」ということを告げ、拒絶の姿勢を見せた。
二階堂 楓（にかいどう かえで）
涼花が七海坂高校へ入学してからできた友人の一人で、古風な性格をしている同級生の少女。思い込みが激しい一面があり、当初はオタクに偏見を持っていたことから祐が涼花にいかがわしいことをしているのではと考えていた。
実は楓自身が「オタク」の深みに嵌っていた。実家が剣道場を営んでいるので厳しくしつけられた関係上、ライトノベルも禁じられており、楓も一切読もうと思わなかった。が、次第に興味を持ち始めて中学時代に炎竜焔の『スカマガ』第一巻を思わず読んでみたところ大ファンとなる。だがラノベの良さを知った後でもオタクに対する偏見は拭えず、自分がオタクであることを人に知られることを極度に恐れていた。
涼花は「普段は堅物な女剣士みたいなくせに、中身はこんなにも打たれ弱い」と評しており、それは最初に出会った時からわかっていたという。
椎名 琴美（しいな ことみ）
涼花が七海坂高校へ入学してからできた友人の一人で、高校一年生とは思えないほど大人びた雰囲気の少女。穏和な性格で、二階堂楓とは中学時代からの友人で、彼女を通して涼花と知り合った。高校では演劇部に所属している。
万里小路 寧々（までのこうじ ねね）
白桜女学院の中等部二年生で涼花の後輩。長い黒髪の可憐な容姿の引っ込み思案な性格で、巨乳の持ち主。
永遠野誓（実際は涼花）のライトノベルを呼んだのをきっかけに、ラノベ作家を目指すことになる。白桜女学院に講演会にきた祐に好意を抱いており、ラノベ作家としてデビューした時には祐に告白したいと考えていることから、涼花をやきもきさせている。
入れ込んだ作品ほど登場人物になり切ってしまうという特殊技能の持ち主であり、サービスシーンやラッキースケベの展開を妄想してはその通りに行動しようとする。
榊 瑠璃子（さかき るりこ）
クレセント出版の編集者。24歳。美人だがグータラな性格が災いして台無しになっている。いつも眠そうな目をしているが、ラノベに対して彼女なりに情熱を持っているようである。最終選考に残った祐の作品を見込み、自分がアドバイスをする形でもう一度を作品を作ってみないかと持ち掛けた。結局、出版社が倒産してしまったためこの話は流れてしまった。実は彼女もまたラノベ作家だった頃があり、祐が影響を受けたラノベ作家だったことが判明する。

## 既刊一覧

### 小説
- 恵比須清司（著）・ぎん太郎（イラスト）、KADOKAWA〈富士見ファンタジア文庫〉、全13巻
  - 『俺が好きなのは妹だけど妹じゃない』、2016年8月20日発売[7]、ISBN 978-4-04-072033-3
  - 『俺が好きなのは妹だけど妹じゃない2』、2016年12月20日発売[8]、ISBN 978-4-04-072034-0
  - 『俺が好きなのは妹だけど妹じゃない3』、2017年4月20日発売[9]、ISBN 978-4-04-072271-9
  - 『俺が好きなのは妹だけど妹じゃない4』、2017年8月19日発売[10]、ISBN 978-4-04-072272-6
  - 『俺が好きなのは妹だけど妹じゃない5』、2017年12月20日発売[11]、ISBN 978-4-04-072557-4
  - 『俺が好きなのは妹だけど妹じゃない6』、2018年4月20日発売[12]、ISBN 978-4-04-072558-1
  - 『俺が好きなのは妹だけど妹じゃない7』、2018年8月18日発売[13]、ISBN 978-4-04-072862-9
  - 『俺が好きなのは妹だけど妹じゃない7.5』、2018年10月20日発売[14]、ISBN 978-4-04-072865-0
  - 『俺が好きなのは妹だけど妹じゃない8』、2018年12月20日発売[15]、ISBN 978-4-04-072863-6
  - 『俺が好きなのは妹だけど妹じゃない8.5』、2019年6月20日発売[16]、ISBN 978-4-04-073215-2
  - 『俺が好きなのは妹だけど妹じゃない9』、2019年9月20日発売[17]、ISBN 978-4-04-073218-3
  - 『俺が好きなのは妹だけど妹じゃない10』、2019年12月20日発売[18]、ISBN 978-4-04-073219-0
  - 『俺が好きなのは妹だけど妹じゃない11』、2020年3月19日発売[19]、ISBN 978-4-04-073220-6

### 漫画
- 恵比須清司（原作）・成田コウ（作画）・ぎん太郎（キャラクター原案） 『俺が好きなのは妹だけど妹じゃない』 KADOKAWA〈ドラゴンコミックスエイジ〉、全4巻
  1. 2018年8月18日発売[20]、ISBN 978-4-04-072836-0
  2. 2018年10月20日発売[21]、ISBN 978-4-04-072910-7
  3. 2019年5月9日発売[22]、ISBN 978-4-04-073155-1
  4. 2019年12月20日発売[23]、ISBN 978-4-04-073420-0

## テレビアニメ
2017年10月に開催されたイベント「ファンタジア文庫大感謝祭 2017」にてアニメ化が発表され、2018年10月から12月までAT-X・TOKYO MXほかにて放送された。第7話は制作上の都合により放送が1週延期され、代替として第6話が全局で再放送された。
第1話ではコラボレーション企画として、テレビアニメ『シスター・プリンセス』の妹たちが作中に登場した。

### スタッフ
- 原作 - 恵比須清司[4]
- 原作イラスト - ぎん太郎[4]
- 監督・キャラクターデザイン - 古川博之[4]
- 助監督 - 小川優樹[4]
- シリーズ構成 - 百瀬祐一郎[4]
- プロップデザイン - 宮暁秀[4]、松田陵平[4]、五月女妃苗[4]、小川あゆみ[4]
- 総作画監督 - 古川博之[4]、大野勉[4]
- 美術監督 - 三宅昌和[4]
- 色彩設計 - 柳澤久美子[4]
- 撮影監督 - 今泉秀樹[4]、船越雄弦[4]
- 編集 - 柳圭介[4]
- 音響監督 - 小泉紀介[4]
- 音楽 - やしきん[4]
- 音楽制作 - MAGES.[4]
- 音楽プロデューサー - 金谷雄文[4]
- プロデューサー - 石上丈太郎[4]、岩崎大介[4]、下里悟[4]、礒谷徳知[4]、有水宗治郎[4]、柏原雄太[4]、梶浦正憲[4]、木村香織[4]
- アニメーションプロデューサー - 櫻井崇[4]、田原寿幸[4]
- アニメーション制作 - NAZ × マギア・ドラグリエ[4]
- 製作著作 - いもいも製作委員会[4]

### 主題歌
「Secret Story」（第1話 - 第9話）
ピュアリーモンスターによるオープニングテーマ。作詞は昆真由美。作曲・編曲はno_my。
「起・承・転・結・序・破・急」（第2話 - 第10話）
純情のアフィリアによるエンディングテーマ。作詞は桃井はるこ、作曲は野村勇輔、編曲は悠木真一。

### 各話リスト
| 話数   | サブタイトル                             | 脚本         | 絵コンテ        | 演出                                                                      | 作画監督                                                                                   |
| ------ | ---------------------------------------- | ------------ | --------------- | ------------------------------------------------------------------------- | ------------------------------------------------------------------------------------------ |
| 第1話  | 俺と妹がラノベ作家になった理由           | 百瀬祐一郎   | 小川優樹        | 栗山美秀                                                                  | 大野勉 竹内昭 山内尚樹 島崎望 沼田広 陸田聡志 中村真悟 西島圭祐                            |
| 第2話  | 俺の妹はどこまで高みを目指すんだ         | 百瀬祐一郎   | 吉田英俊        | 広嶋秀樹                                                                  | 大野勉 沼田広 宮暁秀                                                                       |
| 第3話  | 俺と妹は二人で一人のラノベ作家だ         | 百瀬祐一郎   | こでらかつゆき  | 広嶋秀樹                                                                  | 大野勉 山内尚樹 櫻井拓郎 宮暁秀                                                            |
| 第4話  | 俺はただ、妹に追いつきたかっただけなんだ | 百瀬祐一郎   | 西森章          | 浅見松雄                                                                  | 大野勉 杉山東夜美                                                                          |
| 第5話  | 俺は妹が世界で一番大好きだ               | 百瀬祐一郎   | 小川優樹        | 嵯峨敏                                                                    | 高橋宏郁 坂田悠 森谷春樹 迎千葉瑠 谷口繁則 渡邉一平太 今泉竜太                             |
| 第6話  | 俺と妹の白桜女学院文化祭                 | 久慈マサムネ | 西野武志        | 上原秀明                                                                  | 中村真悟 陸田聡志 近藤いずみ                                                               |
| 第7話  | 俺と妹の絶対に負けられない同人誌対決     | 久慈マサムネ | ウスイジン      | ウスイジン 中村イチロー 橋次郎 相浦和也 岡旭 小川優樹 古川博之            | 李秀英 王秀蘭 李敏                                                                         |
| 第8話  | 俺に新しく妹ができた件について           | 百瀬祐一郎   | こでらかつゆき  | oyunam                                                                    | 沈霏 林夢贇 邵明成                                                                         |
| 第9話  | 俺と妹たちの遊園地特訓                   | 百瀬祐一郎   | 吉田英俊        | 嵯峨敏 浅見松雄 黒杉先太郎 ウスイジン 西島圭祐 相浦和也 小川優樹 古川博之 | 大野勉 陸田聡志 中村真悟 山本道隆 森谷春樹 沼口耕平 渡邉一平太 今泉竜太 李秀英 王秀蘭 李敏 |
| 第10話 | 俺は妹に萌えていい                       | 百瀬祐一郎   | 小川優樹 西森章 | 栗山美秀                                                                  | 沈霏 葉礼国 林夢贇 周潔 銭志宏 尹思瑶                                                      |

### 放送局
| 放送期間                  | 放送時間                     | 放送局      | 対象地域 | 備考                                                     |
| ------------------------- | ---------------------------- | ----------- | -------- | -------------------------------------------------------- |
| 2018年10月10日 - 12月19日 | 水曜 22:00 - 22:30           | AT-X        | 日本全域 | 製作参加 / CS放送 リピート放送あり / 第2話よりR15+指定。 |
| 2018年10月11日 - 12月20日 | 木曜 1:35 - 2:05（水曜深夜） | TOKYO MX    | 東京都   |                                                          |
|                           |                              | KBS京都     | 京都府   |                                                          |
|                           | 木曜 2:00 - 2:30（水曜深夜） | サンテレビ  | 兵庫県   | 製作参加                                                 |
| 2018年10月12日 - 12月21日 | 金曜 2:05 - 2:35（木曜深夜） | テレビ愛知  | 愛知県   |                                                          |
|                           | 金曜 3:00 - 3:30（木曜深夜） | TVQ九州放送 | 福岡県   |                                                          |
| 2018年10月13日 - 12月22日 | 土曜 3:00 - 3:30（金曜深夜） | BS11        | 日本全域 | BS放送 / 『ANIME+』枠                                    |

| 配信開始日     | 配信時間         | 配信サイト |
| -------------- | ---------------- | --- |
| 2018年10月11日 | 木曜 0:00 更新   | dアニメストア |
|                | 木曜 0:00 - 0:30 | AbemaTV |
| 2018年10月18日 | 木曜 0:00 更新   | Amazonプライム・ビデオ ビデオパス J:COMオンデマンド ひかりTV FOD あにてれ GYAO! ニコニコ動画 Rakuten TV ビデオマーケット DMM動画 PlayStation Video |
|                | 木曜 12:00 更新  | バンダイチャンネル U-NEXT アニメ放題 ムービーフル HAPPY!動画                                                                                       |
| 不明           | 不明             | Hulu |

### BD / DVD
| 巻 | 発売日        | 収録話         | 規格品番  | 規格品番   |
| 巻 | 発売日        | 収録話         | BD        | DVD        |
| -- | ------------- | -------------- | --------- | ---------- |
| 1  | 2019年2月27日 | 第1話 - 第2話  | KAXA-7671 | KABA-10641 |
| 2  | 2019年3月27日 | 第3話 - 第4話  | KAXA-7672 | KABA-10642 |
| 3  | 2019年4月24日 | 第5話 - 第6話  | KAXA-7673 | KABA-10643 |
| 4  | 2019年5月29日 | 第7話 - 第8話  | KAXA-7674 | KABA-10644 |
| 5  | 2019年6月26日 | 第9話 - 第10話 | KAXA-7675 | KABA-10645 |

### 映像特典
DVD&Blu-ray第1巻&第2巻に収録の短編アニメ。
| 話数 | サブタイトル                | 脚本       | 絵コンテ | 演出     | 作画監督                        |
| ---- | --------------------------- | ---------- | -------- | -------- | ------------------------------- |
| 1    | 「俺と妹と仮想空間と」その1 | 百瀬祐一郎 | 所克俊   | 所克俊   | 大野勉、齊藤香織 森悦史、石動仁 |
| 2    | 「俺と妹と仮想空間と」その2 | 百瀬祐一郎 | 所克俊   | 西島圭祐 | 田村健人、中村真梧 陸田聡志     |

### Webラジオ
永見涼花役の近藤玲奈によるWebラジオ『TVアニメ『俺が好きなのは妹だけど妹じゃない』お兄ちゃんが好きすぎて困ってしまう妹のラジオです。』が、2018年10月16日から12月25日まで音泉にて毎週火曜に配信された。
ゲスト
- 第2回（公開録音）：畠中祐（永見祐 役）
- 第3回：赤﨑千夏（アヘ顔Wピース先生 役）
- 第4回：荒浪和沙（水無月桜 役）
- 第5回：小倉唯（氷室舞 役）
- 第6回：中島優衣（神坂秋乃 役）、永恵由彩（神坂春菜 役）
- 第7回：喜多村英梨（篠崎麗華 役）
- 第8回：畠中祐
- 第9回：荒浪和沙
- 第10回：小倉唯
- 第11回：畠中祐